# Marcha de los Nacionalistas Ucranianos
La  Marcha de los Nacionalistas Ucranianos es una canción patriótica ucraniana que originalmente fue el himno de la Organización de Nacionalistas Ucranianos y del Ejército Insurgente Ucraniano. La canción también es conocida por su primer verso: "Nacimos en una gran hora" (en ucraniano, Зродились ми великої години). La canción, escrita por Oleg Babiy (uk) y con música creada por Omelian Nyzhankivskyi (uk) en 1929, fue oficialmente adoptada por la dirección de la Organización de Nacionalistas Ucranianos en 1932. La canción es por lo general referida como una canción patriótica de los tiempos del levantamiento, y una canción folclórica ucraniana. Aún es interpretada comúnmente a día de hoy, especialmente en eventos honrando al Ejército Insurgente Ucraniano y por organizaciones nacionalistas y en reuniones de partidos, tales como Svoboda.

## Contexto
En 1919 con el fin de la guerra polaco-ucraniana, la cual resultó en la toma de la Ucrania occidental por la Segunda República polaca, muchos líderes de la república ucraniana fueron exiliados. Mientras a su vez la persecución polaca de los ucranianos durante el Período de entreguerras aumentó, muchos ucranianos (especialmente la juventud, muchos de ellos sentían que no tenían futuro) perdieron la fe en los enfoques legales tradicionales, en sus mayores, y en las democracias occidentales que se pensaba dejaban de lado a Ucrania. Este período de desilusión coincidió con el aumento de apoyo a la Organización de Nacionalistas Ucranianos. Al comienzo de la Segunda Guerra Mundial, la Organización tenía alrededor de 20.000 miembros activos y muchos más simpatizantes. La canción fue escrita en 1929 durante estos eventos políticos y fue adoptada por la dirección de la organización tres años después.
La Marcha de los Nacionalistas de Ucrania está escrita e interpretada como una marcha militar y llamada a las armas. El primer verso se refiere a «el dolor de perder Ucrania», refiriéndose a la corta independencia de la República Nacional de Ucrania de 1917 a 1921. La República fue dividida entre la Unión Soviética y la Segunda República polaca. La canción también menciona un popular lema de Ucrania, «Un estado ucraniano unido... del San al Cáucaso». Esto está alineado con el concepto Irredentista Ucraniano de que la frontera occidental de Ucrania empieza en el río San en la actual Ucrania Occidental y en el Sudeste de Polonia y su frontera Oriental en las Montañas del Cáucaso, en el sur de la moderna Rusia.

## Letra
| Letra en ucraniano Зродились ми з великої години, З пожеж війни, із полум’я вогнів, Плекав нас біль по втраті України, Кормив нас гнів і злість на ворогів. І ми йдемо в бою життєвому, Тверді, міцні, незламні мов граніт, Бо плач не дав свободи ще нікому, А хто борець — той здобуває світ. Не хочемо ні слави ні заплати. Заплатa нам це радість в боротьбі! Солодше нам у бою умирати, як жити в путах, мов німі раби. Доволі нам руїни і незгоди, Не сміє брат на брата йти у бій! Під синьо-жовтим прапором свободи З'єднаєм весь великий нарід свій. Велику правду — для усіх єдину, Наш гордий клич народові несе! Вітчизні ти будь вірний до загину, Нам Україна вище понад все! Веде нас в бій борців упавших слава. Для нас закон найвищий і наказ: "Соборна Українськая держава — Вільна й міцна, від Сяну по Кавказ". | Letra en español Nacimos en una gran hora, De las fuegos de la guerra, y las llamas de los disparos, Fuimos nutridos por el dolor de perder Ucrania, Fuimos alimentados por la ira y la malicia a nuestros enemigos Y aquí andamos en la batalla de la vida - Sólidos, durables, indestructibles, como el granito, Pues llorar a nadie ha dado libertad, Pero quien es un guerrero, conquistará el mundo. No queremos gloria ni pago. El pago para nosotros - es el lujo de luchar! Es más dulce para nosotros morir en la batalla, Que vivir en la esclavitud, como esclavos mudos. Suficiente ruina y desacuerdo para nosotros, Un hermano no se atreverá a luchar con otro hermano! Bajo la bandera azul y amarilla de la libertad Uniremos a toda nuestra gran gente Una nación unida , es para nosotros toda la verdad Esta es nuestra orgullosa llamada a toda la gente: Se fiel a tu patria hasta la muerte, Para nosotros, ¡Ucrania está sobre todo lo demás! La gloria de los caídos nos lleva a la batalla , Y la más alta orden que debemos cumplir: "¡Por una nación unida ucraniana - Libre y fuerte desde el San hasta el Cáucaso"! |

## Canción Moderna
La Marcha del Nuevo Ejército (en ucraniano, Марш нової армії) es una adaptación moderna de la canción que es usada como marcha militar ucraniana, a su vez, es también usada como canción nacionalista. Un texto moderno fue adoptado en 2017 por iniciativa del vocalista ucraniano Oleg Skrypka. El nuevo texto honra a los soldados de las Fuerzas Armadas de Ucrania que lucharon y murieron en la Zona de Operaciones Antiterroristas durante la guerra del Dombás. Según Skrypka, el texto fue concebido mientras se encontraba al frente de una unidad voluntaria.
La nueva marcha fue presentada por primera vez a inicios de 2017 en vísperas del Día del Voluntario ucraniano, y fue tocada por Skrypka en cooperación con el Conjunto de Canto y Danza de las Fuerzas Armadas de Ucrania. El 24 de agosto de 2018, la versión moderna fue tocada por primera vez en el desfile del día de la Independencia de Kiev dedicado al 27º aniversario de independencia y en el 100º aniversario de la independencia de la República Popular Ucraniana. En su discurso de apertura el presidente Petró Poroshenko cantó un fragmento de la canción, describiéndola como una que «simboliza el vínculo indisoluble entre distintas generaciones de luchadores por la libertad de la patria.»

### Letra Modificada
| Зродились ми великої години, З пожеж війни і полум’я вогнів. Плекав нас біль за долю України, Зростив нас гнів і лють на ворогів. Ми йдемо в бій переможним ходом, Тверді, міцні, незламні, мов граніт, Бо плач не дав нікому ще свободи, Хто борець, той здобуває світ. Велику суть для усіх єдину, Наш гордий клич народові несе Вітчизні будь ти вірний без упину Нам Україна вище понад все! Веде нас в бій героїв наших слава. Для нас закон найвищий то наказ: «Соборна Українська є держава — Одна навік: від Сяну по Кавказ» | Zrodylys" my velykoyi hodyny, Z pozhezh vijny i polum’ya vohniv. Plekav nas bil" za dolyu Ukrayiny, Zrostyv nas hniv i lyut" na vorohiv. My jdemo v bij peremozhnym xodom, Tverdi, micni, nezlamni, mov hranit, Bo plach ne dav nikomu shhe svobody, Xto borec", toj zdobuvaye svit. Velyku sut" dlya usix yedynu, Nash hordyj klych narodovi nese Vitchyzni bud" ty virnyj bez upynu Nam Ukrayina vyshhe ponad vse! Vede nas v bij heroyiv nashyx slava. Dlya nas zakon najvyshhyj to nakaz: «Soborna Ukrayins"ka ye derzhava — Odna navik: vid Syanu po Kavkaz» | Nacimos en una gran hora, De los fuegos de la guerra, y las llamas del cañones, Fuimos nutridos por el destino de Ucrania, Estábamos enojados por la ira y la rabia hacia los enemigos. Marchamos a la batalla triunfalmente, Sólidos, fuertes, indestructibles, como el granito, Pues a nadie ha dado libertad llorar, Pero quien sea que es un luchador, obtiene la paz. La gran esencia de todo es el comando. Nuestra orgullosa llamada aún suena: "¡Se fiel a la patria sin cesar, Para nosotros Ucrania esta sobre todo lo demás!" La batalla de los héroes de nuestra gloria donde vamos Y la más alta orden debemos cumplir - "¡Por una nación independiente ucraniana Unida para siempre, del San al Cáucaso!" |